# Bougival
Bougival – miejscowość i gmina we Francji, w regionie Île-de-France, w departamencie Yvelines. Przez miejscowość przepływa Sekwana. 
Według danych na rok 1990 gminę zamieszkiwały 8552 osoby, a gęstość zaludnienia wynosiła 3099 osób/km² (wśród 1287 gmin regionu Île-de-France Bougival plasuje się na 255. miejscu pod względem liczby ludności, natomiast pod względem powierzchni na miejscu 830.).

## Galeria

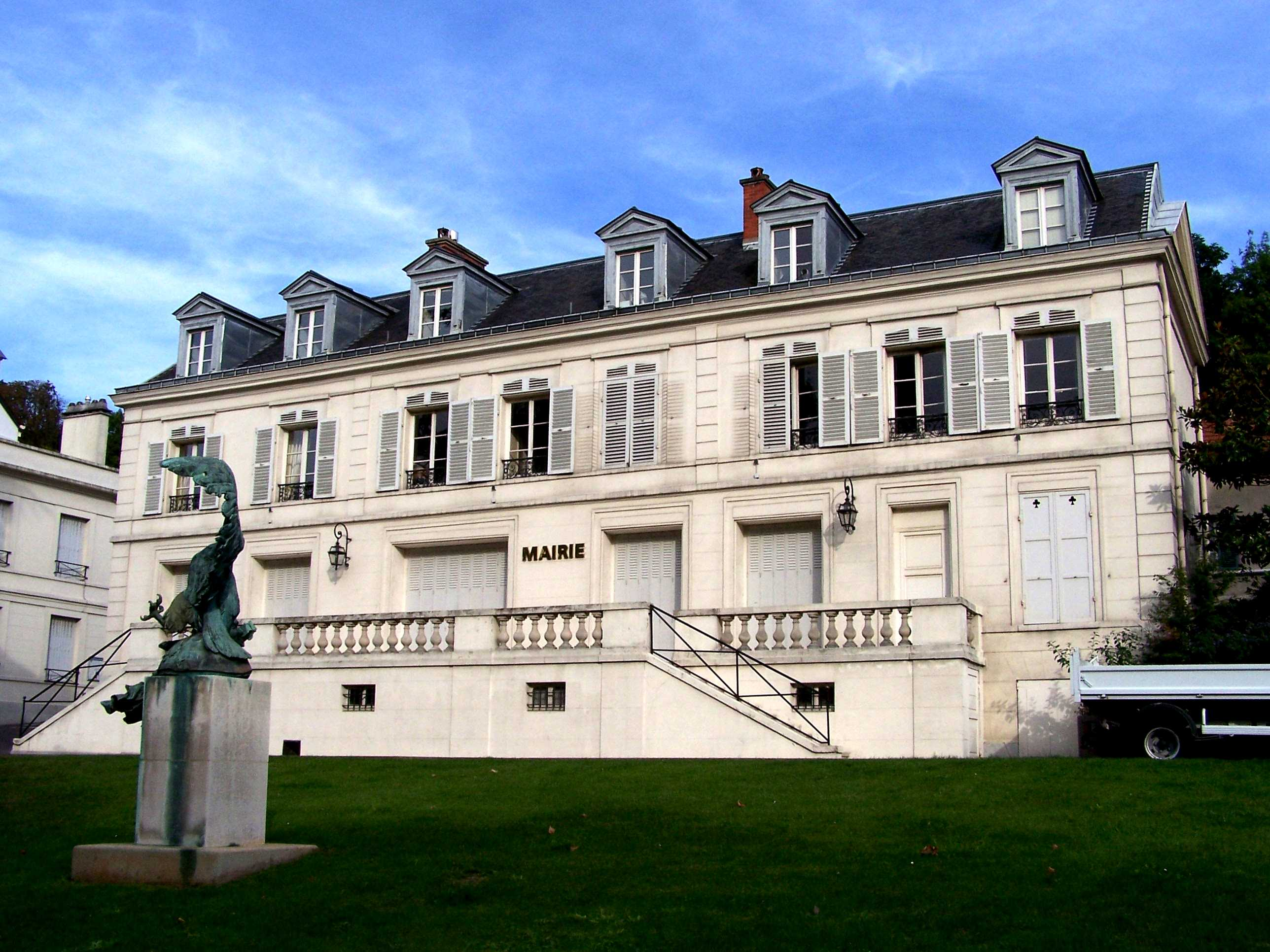
Hotel mieszczący się w miejscowości
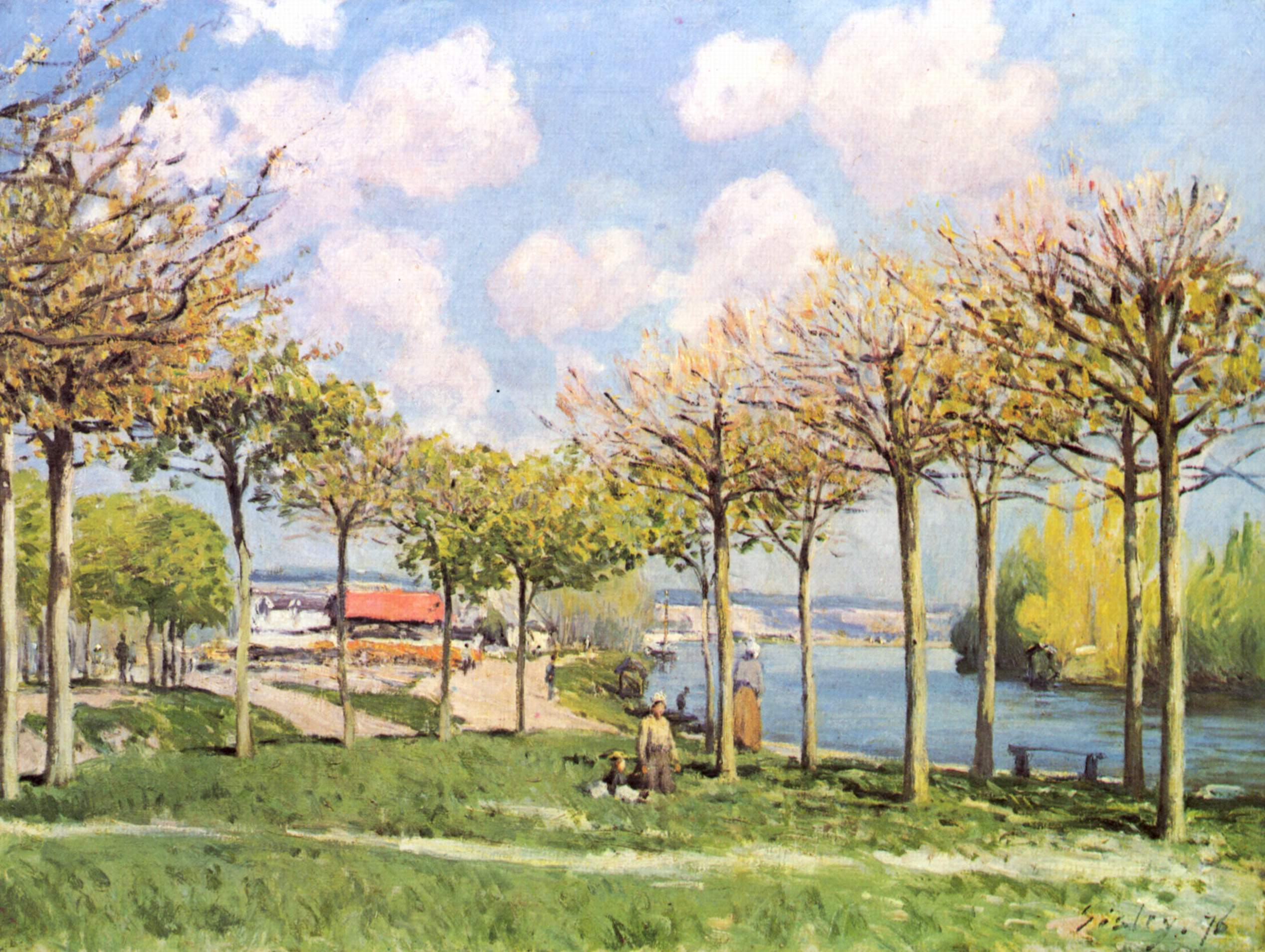
Bougival na obrazie Alfreda Sisleya
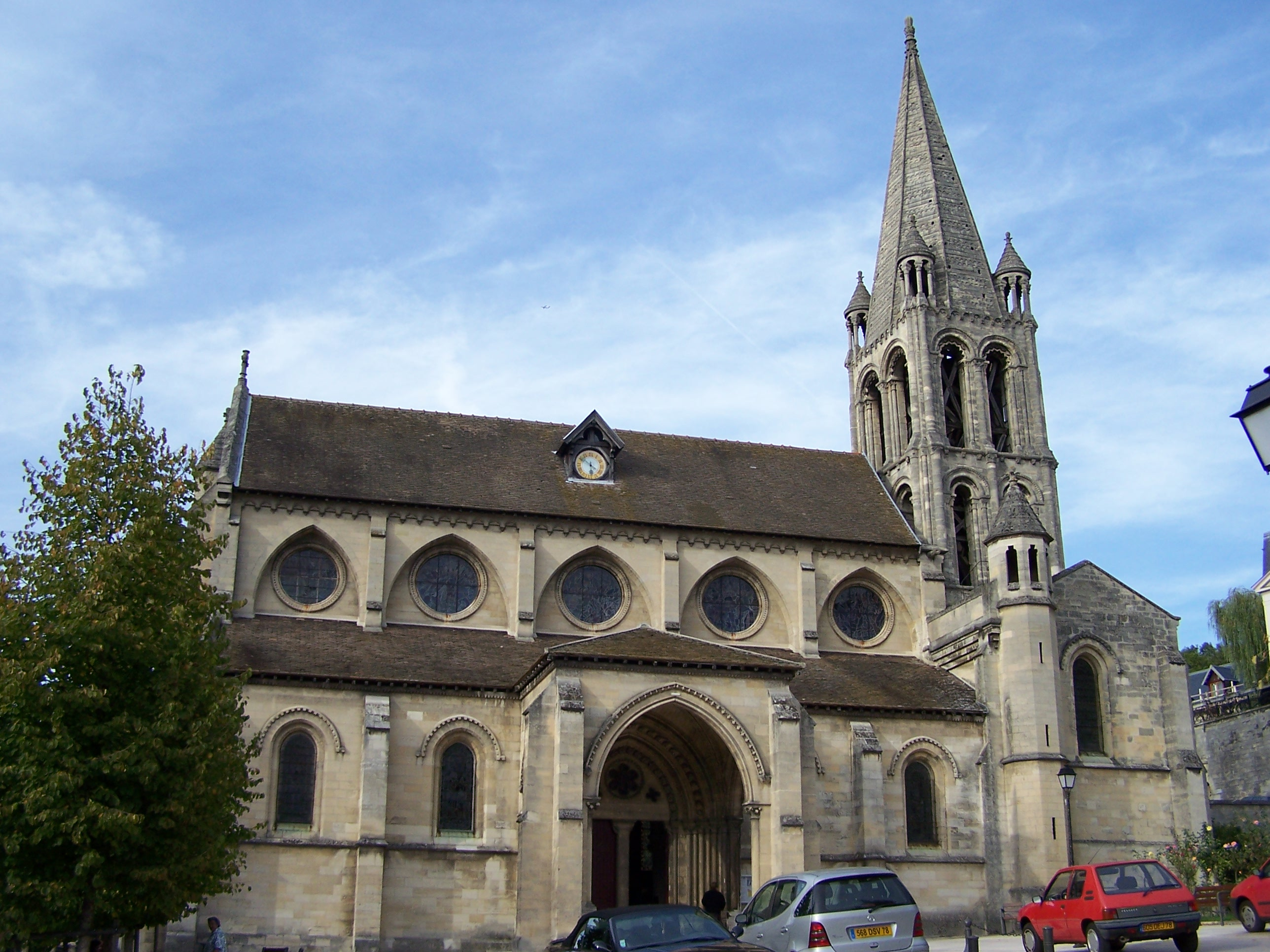
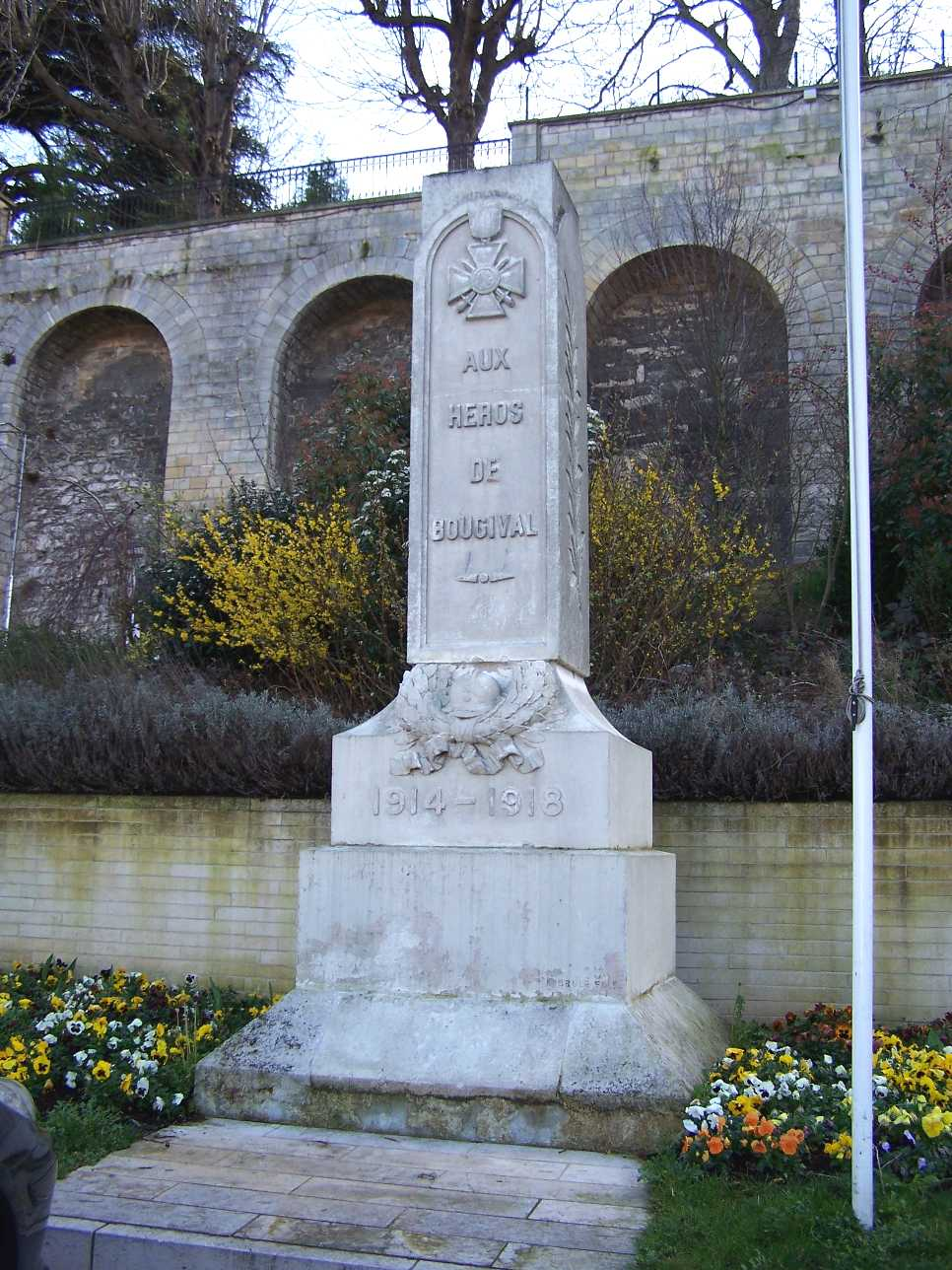